# Прапор Любешівського району
Пра́пор Любе́шівського райо́ну затверджений сесією Любешівської районної ради.

## Опис
Прапор району — прямокутне полотнище зі співвідношенням ширини до довжини 2:3, на якому від древка походять рівнозначні за шириною смуги, розташовані в порядку: зверху до низу — блакитного, жовтого та зеленого кольорів. Кольори прапора характеризують мирне небо, врожайну ниву, ліс — основні природні ландшафти Полісся, достаток і багатство краю. Окрім того, два з них — блакитний і жовтий — повторюють кольори державної символіки України.